# Erling Bundgaard
Erling Bundgaard (født 28. april 1943) er en dansk journalist, der blandt andet var quizvært og direktør for den regionale TV 2-station TV 2/Østjylland.
Inden da var han i DR, hvor han bl.a. bestyrede Lørdagshjørnet. Han blev dog især kendt for sin værtsrolle i Gæt og Grimasser, hvor han til stor morskab altid sendte skuespilleren Grethe Sønck ned på knæ og kravle på gulvet.
Bundgaard var direktør for TV 2/Østjylland fra stationens grundlæggelse i 1990 og frem til år 2000. Han var drivkraften bag stationens flytning fra Randers til Skejby i Aarhus. Kort efter at flytningen var gennemført i 1999, fratrådte han sin direktørstilling (31. maj 2000.)
Erling Bundgaard er i dag pensioneret. Han er bosiddende i Randers.